# ورزشگاه کمبل‌تاون
ورزشگاه کمبل‌تاون (به انگلیسی: Campbelltown Stadium) و سابقاً با نام اورانا پارک، یک ورزشگاه چند منظوره در لومه، نیو ساوت ولز، استرالیا است که متعلق به شورای شهر کمپبل‌تاون می‌باشد. این ورزشگاه دارای ظرفیت اسمی ۱۸٬۰۰۰ نفر است که رکورد بیشترین حضور جمعیت ۲۰٬۵۲۷ نفر برای بازی راگبی بین وستس تایگرز و نورث کوئینزلند کابویز در سال ۲۰۰۵ است. این ورزشگاه در مجاورت ایستگاه راه آهن لومه و باشگاه وستس لیگز قرار دارد.
این ورزشگاه قرار است ارتقاء عمده‌ای داشته‌باشد چرا که باشگاه مکارثر به ۱۲مین باشگاه ای-لیگ در برنامه گسترش آن در لیگ پذیرفته شده و در این زمین مستقر خواهد شد.

## بازی‌های انجام  شده در ورزشگاه کمپبل‌تاون
در ۱۹ ژوئیه ۲۰۰۸ تیم ای-لیگ استرالیا سیدنی اولین بازی خود در جام پیش فصل را مقابل بریزبن رور انجام داد. سیدنی در این مسابقه ۲–۱ در مقابل تقریباً ۴۵۰۰ طرفدار برنده شد. سیدنی همچنین یک بازی دوستانه پیش فصل در اینجا در آماده سازی برای فصل ۱۱–۲۰۱۰ ای-لیگ خود در برابر باشگاه محلی مکارثر رمز انجام داد که در آن سیدنی با نتیجه ۱–۰ پیروز شد.
سیدنی در ورزشگاه کمبل‌تاون مقابل پرث گلوری در ۱۸ ژانویه ۲۰۱۲ (که در ابتدا قرار بود در ۷ دسامبر ۲۰۱۱ انجام شود) بازی کرد. این بازی با تساوی ۱–۱ در مقابل ۵٬۵۰۵ طرفدار به پایان رسید.
این ورزشگاه میزبان فینال لیگ برتر فوتبال محلی مکارثر در سپتامبر ۲۰۱۲ بود.
وسترن سیدنی واندررز در بازی دور منطقه‌ای فصل ۲۰۱۳–۲۰۱۲ در این ورزشگاه، نیوکاسل جتس را با نتیجه ۲–۱ شکست داد. در این بازی ۱۰٬۵۸۹ طرفدار حضور داشتند. در سال ۲۰۱۶ وسترن سیدنی واندررز اعلام کرد که این باشگاه تمام بازی‌های خود در لیگ قهرمانان آسیا ۲۰۱۷ را در ورزشگاه کمپبل‌تاون انجام خواهد داد.
در فصل ۱۹–۲۰۱۸ ای-لیگ، این ورزشگاه میزبان یک بازی بین ولینگتون فونیکس و سیدنی در مقابل ۵٬۱۱۵ نفر بود. باشگاه فوتبال سیدنی این بازی را با نتیجه ۱–۰ پیروز شد.
این ورزشگاه همچنین میزبان یک بازی جام حذفی فوتبال استرالیا ۲۰۱۹ بین سیدنی یونایتد ۵۸ و وسترن سیدنی واندررز بود که در آن واندررز در مقابل ۵۰۶۱ نفر تماشاچی ۷–۱ پیروز میدان شد.
در فوریه ۲۰۲۰ این ورزشگاه میزبان ۵ مسابقه در بازی‌های مقدماتی المپیک زنان آسیا ۲۰۲۰ بود.
از فصل ۲۱–۲۰۲۰ ای-لیگ، باشگاه فوتبال مکارثر بازی‌های خانگی خود را دراین ورزشگاه انجام می‌دهد.

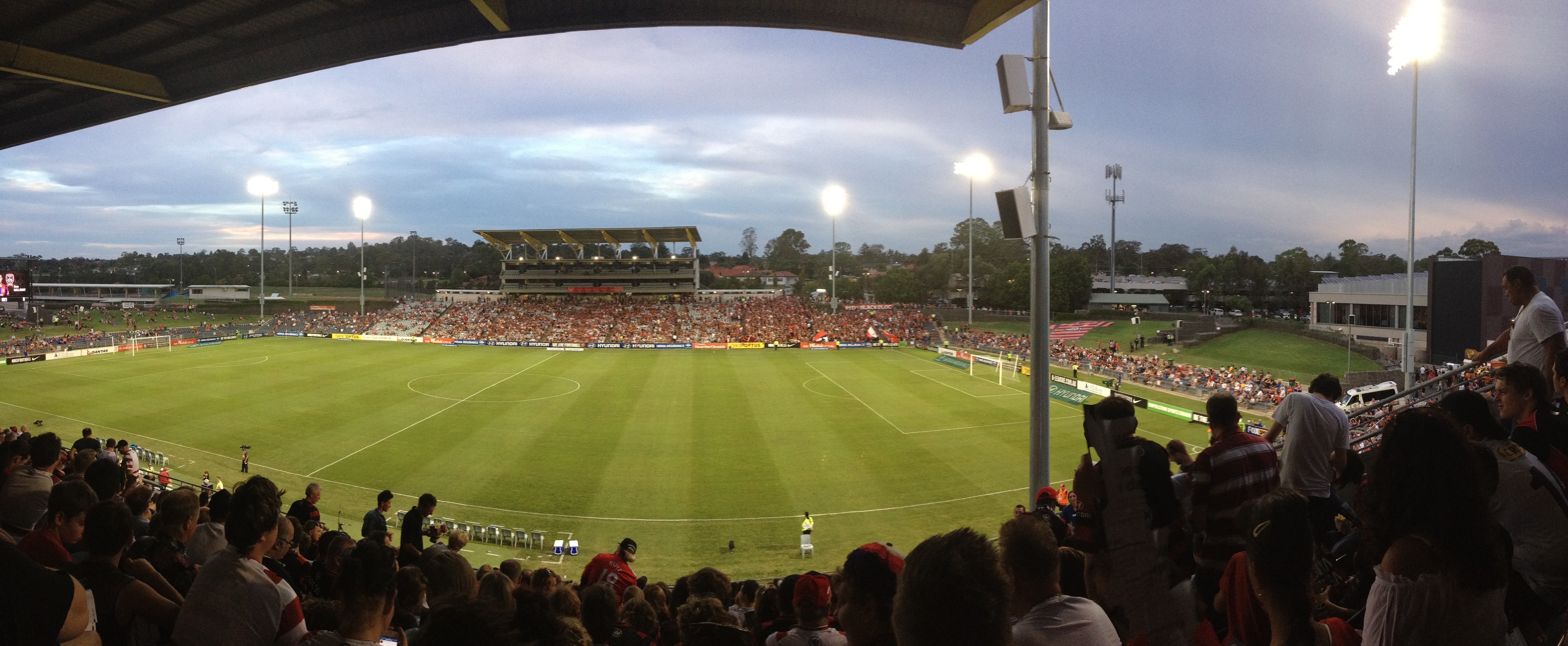
نمای پانوراما از ورزشگاه پیش از شروع بازی وسترن سیدنی واندررز و نیوکاسل یونایتد در فصل ۱۲–۲۰۱۳ ای-لیگ